# Дорошевичинський десант
Дорошевичинський десант — річковий десант, здійснений катерами Дніпровської військової флотилії в часі Білоруської операції 1944 року.

## Задум операції
У перебігу радянської наступальної Білоруської операції кораблі Прип'ятського загону кораблів Дніпровської флотилії (командир флотилії каперанг Віссаріон Григор'єв) підтримували наступ частин 61-ї армії (генерал-майор Павло Бєлов) Першого Білоруського фронту.
З метою пришвидшення наступу армійське керівництво приймає рішення здійснити десантування силами 2-ї бригади річкових кораблів Дніпровської флотилії в селі Дорошевичі Петриковського району (Могильовська область).
Для десанту виділялася навчальна рота із складу 51-ї стрілецької дивізії та загін розвідників флотилії — всього 230 бійців. Командиром дивізіону призначався начальник дивізіону бронекатерів капітан-лейтенант І. П. Михайлов.
В Дорошевичах знаходилися 2 піхотні батальйони й декілька танків та гармат із складу 2-ї армії (генерал-полковник Вальтер Вайс).

## Дії десантників
Вночі на 2 липня 1944 року бронекатери виходять з місця базування по Прип'яті в Петрикові до Дорошевичів, за чверть до 8-ї ранку з катерів висаджується розвідувальний загін в 5 кілометрах східніше Дорошевичів; по цьому розвідувальна група та бронекатери одночасно рухалися до запланованого місця. Перед 10-ю годиною розвідники завели бій на східній стороні Дорошевичів задля відвернення уваги противника, в той час як з катерів висаджувався десант. В 11-й годині після бою Дорошевичі були зайняті радянськими десантниками за артилерійської підтримки бронекатерів. Зайняття Дорошевичів пришвидшило просування радянських сил вздовж Прип'яті у західному напрямі.
Радянське керівництво звітувало, що в бою було вбито кілька десятків німецьких солдатів та підбито 4 танки; з радянського боку загинуло 4 моряки та понад 10 поранено.
Командир групи димового маскування та дегазації молодший лейтенант Микола Чалий після артобстрілу підняв загін в атаку, проте був скошений кулеметною чергою; згодом йому присвоєно звання Героя Радянського Союзу посмертно.